# Rémi Abgrall
Rémi Abgrall é um matemático francês. É desde 2014 professor da Universidade de Zurique.
Foi palestrante convidado do Congresso Internacional de Matemáticos em Seul (2014: On a class of high order schemes for hyperbolic problems).